# Jean-Pierre Kerloc'h
Jean-Pierre Kerloc'h est un auteur de livres pour enfants et d'ouvrages sur la recherche pédagogique, né le 24 avril 1935.

## Biographie
D'origine bretonne et très attaché à ses racines, Jean-Pierre Kerloc'h vit, tantôt à Carcassonne, tantôt dans sa maison des Corbières, au milieu des pins et des vignes.
Agrégé de Lettres Modernes, Jean-Pierre Kerloc'h a débuté comme instituteur, puis a continué sa carrière comme professeur, puis formateur d'enseignants à l'École Normale de Carcassonne et enfin à l'IUFM de Montpellier. 
Il a participé à des ateliers d’écriture, rencontres, colloques, universités d’été, aux quatre coins de la France, et à l’étranger : Allemagne, Maroc, Bulgarie, Côte d'Ivoire, Pérou…
Il a une quarantaine d’ouvrages à son actif, traduits dans des langues aussi diverses que le japonais, l'anglais, le néerlandais, le grec, l'allemand, le coréen, l'italien...
Jean Pierre Kerloc’h est membre la Maison des écrivains et de la Charte des auteurs et des illustrateurs jeunesse.

## Œuvre
- Ti' Jean de La Réunion, éd. Sedrap jeunesse, 2017 (conte).
- Les Malheurs de Sophie, illustrations Christophe Besse, éd. Glénat jeunesse, 2017 (album jeunesse).
- La Véritable Histoire de l'apprenti sorcier : une introduction à la musique classique, illustrations Rémi Saillard, éd. Didier jeunesse, 2016 (conte).
- Ça suffit les bisous !, coauteur Pascal Bruckner, illustrations Mayana Itoïz, éd. P'tit Glénat, 2016 (album jeunesse).
- L'Enfant et le masque de fer, éd. Didier jeunesse, 2016 (roman jeunesse).
- L'Enfant qui avait la mer au fond du cœur, coauteur Colette Frédric, éd. École des loisirs, 2016 (album jeunesse).
- Un bon petit diable, éd. Glénat jeunesse, 2015 (contes).
- La Boîte à bisous, éd. P'tit Glénat, 2015 (album jeunesse).
- Le Magicien d'Oz d'après Lyman Frank Baum, illustrations Olivier Desvaux, lecture Natalie Dessay, éd. Didier jeunesse, 2014 (album CD jeunesse).
- Arturo : Le tremblement mystérieux !, illustrations Maria-Sole Macchia, Éditions du Cabardès, 2014 (album jeunesse).
- Arturo : Le chant disparu !, illustrations Maria-Sole Macchia, Éditions du Cabardès, 2014 (album jeunesse).
- Arturo : Le goût perdu !, illustrations Maria-Sole Macchia, éd. du Cabardès, 2014 (album jeunesse).
- Peter Pan et Wendy d'après James Matthew Barrie, éd. Didier jeunesse, 2014 (album jeunesse).
- Le Petit Poucet d'après Charles Perrault, éd. Didier jeunesse, 2014 (album jeunesse).
- Histoire de Pépin qui voulait être un grand roi, illustrations Laurent Richard, éd. Milan jeunesse, 2014 (album jeunesse).
- Les ombres noires du Roi-Soleil Suivi de L'esclave noir et le marron, illustrations Martin Maniez, éd. SEDRAP jeunesse, 2013 (roman jeunesse).
- Trois souhaits pour une souris, illustrations Christian Guibbaud, éd. P'tit Glénat, 2013 (album jeunesse).
- Le minotaure et le labyrinthe, illustrations Jérémy Moncheaux, éd. P'tit Glénat, 2012 (roman jeunesse).
- La case de l'oncle Tom d'après Harriet Beecher Stowe, illustrations Aude Samama, éd. P'tit Glénat, 2012 (roman jeunesse).
- La révolte des Bonnets rouges, suivi de La Fontaine et l'apprenti poète, illustrations Edouard Groult, éd. SEDRAP jeunesse, 2012, 2013 (roman jeunesse).
- Arturo, Vol. 2, L'odeur terrible !, illustrations Maria-Solé Macchia, Éditions du Cabardès, 2012 (album jeunesse).
- Peter Pan et Wendy, d'après James Matthew Barrie, lecture Eric Pintus, musique Charles Mingus, illustrations Ilya Green, éd. Didier jeunesse, 2012 (album CD jeunesse).
- La (véritable) légende de Dame Carcas, illustrations Sophie Minana, Éditions du Cabardès, 2010 (album jeunesse).
- Arturo, illustrations Maria-Solé Macchia, Éditions du Cabardès, 2010 (album jeunesse).
- Heidi, petite fille des montagnes, d'après Johanna Spyri, illustrations Vincent Dutrait, éd. P'tit Glénat, 2010 (album jeunesse).

## Sources
1. ↑  Guide des auteurs du livre de jeunesse français, 1989, p. 89.